# 显鞘风毛菊
显鞘风毛菊（学名：Saussurea rockii）为菊科风毛菊属的植物，为中国的特有植物。分布于中国大陆的云南等地，生长于海拔2,700米至3,900米的地区，常生长在石坡，目前尚未由人工引种栽培。